# Mancomunitat de la Comarca Vaqueira

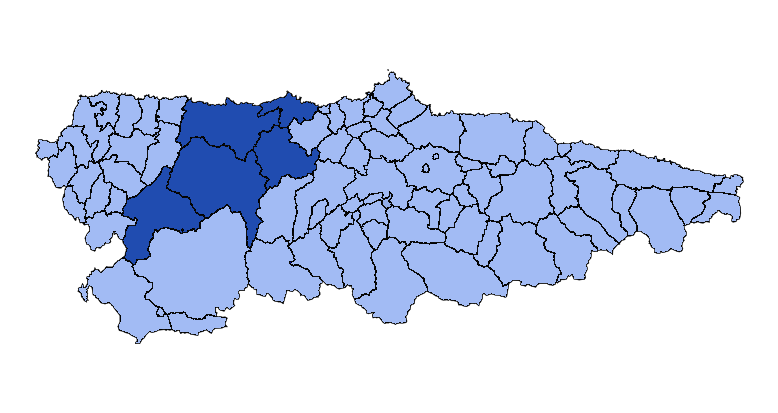
Concejos que formen la mancomunitat.

La Comarca de Vaqueira és una de les dinou mancomunitats del Principat d'Astúries, creada per tal de potenciar turísticament la zona així com els seus valors culturals, socials i de medi ambient, i fomentar el desenvolupament econòmic de la regió. Tant el nom, com els integrants d'aquesta comunitat, atenen a motius històrics i culturals heretats dels vaqueiros de alzada. No tots els concejos dels vaqueiros estan integrats en aquesta mancocomunitat d'interessos turístics, deixant de banda les necessitats de la població vaqueira. Tradicionalment la conformen tres grups socials diferents:
- Maranuetos, a la zona costanera.
- Xaldos, a les valls interiors.
- Vaqueiros, que es mouen d'una zona a l'altra.

## Concejosde la mancomunitat
- Allande
- Cudillero
- Salas
- Tinéu
- Valdés